# Papua-Nowa Gwinea na Letnich Igrzyskach Olimpijskich 1992
Papuę-Nową Gwineę na Letnich Igrzyskach Olimpijskich 1992 reprezentowało 13 zawodników: 12 mężczyzn i jedna kobieta. Był to 4. start reprezentacji Papui-Nowej Gwinei na letnich igrzyskach olimpijskich.

## Skład kadry

### Boks
Mężczyźni
| Zawodnik     | Konkurencja                       | 1/16 finału               | 1/8 finału             | Ćwierćfinały     | Półfinały        | Finał            | Pozycja  | Źródło |
| Zawodnik     | Konkurencja                       | Przeciwnik Wynik          | Przeciwnik Wynik       | Przeciwnik Wynik | Przeciwnik Wynik | Przeciwnik Wynik | Pozycja  | Źródło |
| ------------ | --------------------------------- | ------------------------- | ---------------------- | ---------------- | ---------------- | ---------------- | -------- | ------ |
| Ronnie Noan  | waga musza (do 52 kg)             | Julian Strogow Porażka    | NQ                     | NQ               | NQ               | NQ               | 17.- 32. | [ 1 ]  |
| John Sem     | waga kogucia (do 54 kg)           | Serafim Todorow Porażka   | NQ                     | NQ               | NQ               | NQ               | 17.- 32. | [ 2 ]  |
| Steven Kevi  | waga piórkowa (do 57 kg)          | Rogério Dezorzi Porażka   | NQ                     | NQ               | NQ               | NQ               | 17.- 32. | [ 3 ]  |
| Henry Kungsi | waga lekka (do 60 kg)             | Hussain Arshad Zwycięstwo | Tonczo Tonczew Porażka | NQ               | NQ               | NQ               | 9.- 16.  | [ 4 ]  |
| Hubert Meta  | waga lekkopółśrednia do (63,5 kg) | BYE                       | Oleg Nikołajew Porażka | NQ               | NQ               | NQ               | 9.- 16.  | [ 5 ]  |

### Lekkoatletyka
Kobiety
| Zawodnik        | Konkurencja     | Eliminacje | Eliminacje | Półfinały | Półfinały | Finał | Finał   | Źródło |
| Zawodnik        | Konkurencja     | Czas       | Pozycja    | Czas      | Pozycja   | Czas  | Pozycja | Źródło |
| --------------- | --------------- | ---------- | ---------- | --------- | --------- | ----- | ------- | ------ |
| Rosemary Turare | Bieg na 1500 m  | 5:10.52    | 15.        | NQ        | NQ        | NQ    | NQ      | [ 6 ]  |
| Rosemary Turare | Bieg na 3000 m  | 11:15.18   | 11.        | —         | —         | NQ    | NQ      | [ 7 ]  |
| Rosemary Turare | Bieg na 10000 m | 42:02.79   | 20.        | —         | —         | NQ    | NQ      | [ 8 ]  |

Mężczyźni
| Zawodnik                                                 | Konkurencja                | Eliminacje | Eliminacje | Ćwierćfinały | Ćwierćfinały | Półfinały | Półfinały | Finał | Finał   | Źródło |
| Zawodnik                                                 | Konkurencja                | Czas       | Pozycja    | Czas         | Pozycja      | Czas      | Pozycja   | Czas  | Pozycja | Źródło |
| -------------------------------------------------------- | -------------------------- | ---------- | ---------- | ------------ | ------------ | --------- | --------- | ----- | ------- | ------ |
| Bernard Manana                                           | Bieg na 100 m              | 11.35      | 7.         | NQ           | NQ           | NQ        | NQ        | NQ    | NQ      | [ 9 ]  |
| Kaminiel Selot                                           | Bieg na 200 m              | 22.36      | 7.         | NQ           | NQ           | NQ        | NQ        | NQ    | NQ      | [ 10 ] |
| Subul Babo                                               | Bieg na 400 m              | 47.17      | 5.         | NQ           | NQ           | NQ        | NQ        | NQ    | NQ      | [ 11 ] |
| Baobo Neuendorf                                          | Bieg na 400 m przez płotki | 53.30      | 6.         | —            | —            | NQ        | NQ        | NQ    | NQ      | [ 12 ] |
| Baobo Neuendorf Kaminiel Selot Bernard Manana Subul Babo | Sztafeta 4x400 m           | 3:13.35    | 6.         | —            | —            | —         | —         | NQ    | NQ      | [ 13 ] |

| Zawodnik       | Konkurencja   |          | 100 m   | Skok w dal | Pchnięcie kulą | Skok wzwyż | 400 m   | 110 m przez płotki | Rzut dyskiem | Skok o tyczce | Rzut oszczepem | 1500 m  | Wynik Końcowy | Pozycja | Źródło |
| -------------- | ------------- | -------- | ------- | ---------- | -------------- | ---------- | ------- | ------------------ | ------------ | ------------- | -------------- | ------- | ------------- | ------- | ------ |
| Eric Momberger | Dziesięciobój | Rezultat | 11.55   | 6,33 m     | 13,57 m        | 1,88 m     | 51.78   | 16.68              | 39,52 m      | 4,20 m        | 52,24 m        | 4:46.64 | 6780 pkt      | 25.     | [ 14 ] |
| Eric Momberger | Dziesięciobój | Punkty   | 742 pkt | 659 pkt    | 702 pkt        | 696 pkt    | 734 pkt | 658 pkt            | 655 pkt      | 673 pkt       | 622 pkt        | 639 pkt | 6780 pkt      | 25.     | [ 14 ] |

### Podnoszenie ciężarów
Mężczyźni
| Zawodnik   | Konkurencja   | Rwanie   | Rwanie  | Podrzut | Podrzut | Wynik końcowy | Wynik końcowy | Źródło |
| Zawodnik   | Konkurencja   | Wynik    | Pozycja | Wynik   | Pozycja | Wynik         | Pozycja       | Źródło |
| ---------- | ------------- | -------- | ------- | ------- | ------- | ------------- | ------------- | ------ |
| Paul Enuki | waga do 90 kg | 122,5 kg | 22.     | 170 kg  | 19.     | 292,5 kg      | 19.           | [ 15 ] |

### Żeglarstwo
Mężczyźni
| Zawodnik    | Konkurencja |          | Wyścig       | Wyścig | Wyścig | Wyścig                     | Wyścig       | Wyścig | Wyścig                     | Wyścig | Wyścig | Wyścig                     | Wynik końcowy | Źródło |
| Zawodnik    | Konkurencja | 1        | 2            | 3      | 4      | 5                          | 6            | 7      | 8                          | 9      | 10     |                            | Wynik końcowy | Źródło |
| ----------- | ----------- | -------- | ------------ | ------ | ------ | -------------------------- | ------------ | ------ | -------------------------- | ------ | ------ | -------------------------- | ------------- | ------ |
| Graham Numa | Windsurfing | Rezultat | 51 pkt (DNF) | 48 pkt | 47 pkt | 51 pkt (Niesklasyfikowany) | 51 pkt (DNF) | 47 pkt | 51 pkt (Niesklasyfikowany) | 47 pkt | 45 pkt | 51 pkt (Niesklasyfikowany) | 438 pkt       | [ 16 ] |
| Graham Numa | Windsurfing | Pozycja  | —            | 42.    | 41.    | —                          | —            | 41.    | —                          | 41.    | 39.    | —                          | 43.           | [ 16 ] |